# 海达尔·阿布·巴克尔·阿塔斯
海达尔·阿布·巴克尔·阿塔斯（阿拉伯语：علي عبدالله صالح；1939年4月5日—）是也门的一个政治家。1990年也门统一前，阿塔斯曾任也门民主人民共和国（南也门）的国家元首和总理。1990年也门统一后，他被也门总统阿里·阿卜杜拉·萨利赫任命为第1任也门总理，任职至1994年也门内战发生时。

## 生平
阿塔斯出生于1939年4月5日的哈德拉毛省。他在南也门接受中学教育并在开罗接受高等教育。他是一名电气工程师，拥有工程学学士学位。
1986年2月8日起担任也门民主人民共和国人民最高委员会主席团主席。1990年5月22日也门统一担任也门首任总理直至1994年5月9日。 1994年5月21日至1994年7月7日期间他成为了1994年也门内战期间成为了也门民主共和国总理。1994年7月战败后流亡约旦，随后流亡阿联酋和沙特阿拉伯。
1998年他被也门政府缺席审判判处死刑，2003年5月他获得特赦返回也门。